# الحرة (حائل)
الحرة أرض تقع جنوب منطقة حائل على الحدود مع منطقتي المدينة المنورة وتبوك، وغرب منطقة القصيم وبريدة وهي مكوّنة من قطع صخرية نارية صغيرة سوداء اللون تغطي مساحة شاسعة تقدّر بحوالي 80 كلم مربع. وأيضاً معروفة بحرة بني رشيد المرتبطة تاريخيا ببني عبس الذين مات الحرة من صمن مساكنهم في العصر الجاهلي المعروفة بحرة النار وهي متحف مفتوح ويتكون المتحف من سيوف وأدوات قديمة تعتز بعاداتهم وتراثهم القديم. والحرة مكونة من القرى والجبال القديمة، يزورونها من جميع أنحاء السعودية.